# (35008) 1980 FZ2
(35008) 1980 FZ2 es un asteroide perteneciente al cinturón de asteroides, descubierto el 16 de marzo de 1980 por Claes-Ingvar Lagerkvist desde el Observatorio de La Silla, Chile.

## Designación y nombre
Designado provisionalmente como 1980 FZ2.

## Características orbitales
1980 FZ2 está situado a una distancia media del Sol de 3,135 ua, pudiendo alejarse hasta 3,603 ua y acercarse hasta 2,667 ua. Su excentricidad es 0,149 y la inclinación orbital 16,12 grados. Emplea 2028,09 días en completar una órbita alrededor del Sol.

## Características físicas
La magnitud absoluta de 1980 FZ2 es 13,9. Tiene 4,563 km de diámetro y su albedo se estima en 0,281. 